# STS–41–B
Az STS–41–B az amerikai űrrepülőgép-program 10., a Challenger űrrepülőgép 4. repülése.

## Küldetés
A hétnapos repülés célja a szállított műholdak telepítése. Első alkalommal történt, hogy az űrsétát biztosító kábel nélkül hajtották végre. A NASA megkezdte az Apollo–15-nél már alkalmazott zenélés ébresztést.
Eredeti jelzése STS–11 volt, de ettől a repüléstől új számozási rendszert vezettek be, amelyet a Challenger-katasztrófáig használtak. Az STS–10 küldetést korábban törölték.

## Jellemzői

### Első nap
1984. február 3-án a szilárd hajtóanyagú gyorsítórakéták (SRB) segítségével Floridából, a Cape Canaveral (KSC) Kennedy Űrközpontból, a LC39–A jelű indítóállványról emelkedett a magasba. Az orbitális pályája 90,8 perces, 28,5 fokos hajlásszögű, elliptikus pálya perigeuma 307 kilométer, az apogeuma 316 kilométer volt. Felszálló tömeg indításkor 113 527 kilogramm, műveleti tömege a pályán 15 362 kilogramm, leszálló tömeg 91 278 kilogramm. Szállított hasznos teher felszálláskor/leszállásnál22 323 kilogramm
Mintegy 8 órával a felemelkedés után pályába helyezték a műholdakat.

### Negyedik nap
McCandless és Stewart két űrsétát hajtott végre az új Emberes Manőverező Egység (Manned Maneuvering Unit) (MMU) segítségével. McCandless az első űrsétán 98 méterre távolodott el az űrrepülőgéptől. A későbbiek során az eszközt kizárólag mentésként alkalmaznák. Tömege (vázszerkezet, vezérlő egység, hajtóanyag - nitrogén) 148 kilogramm volt. 

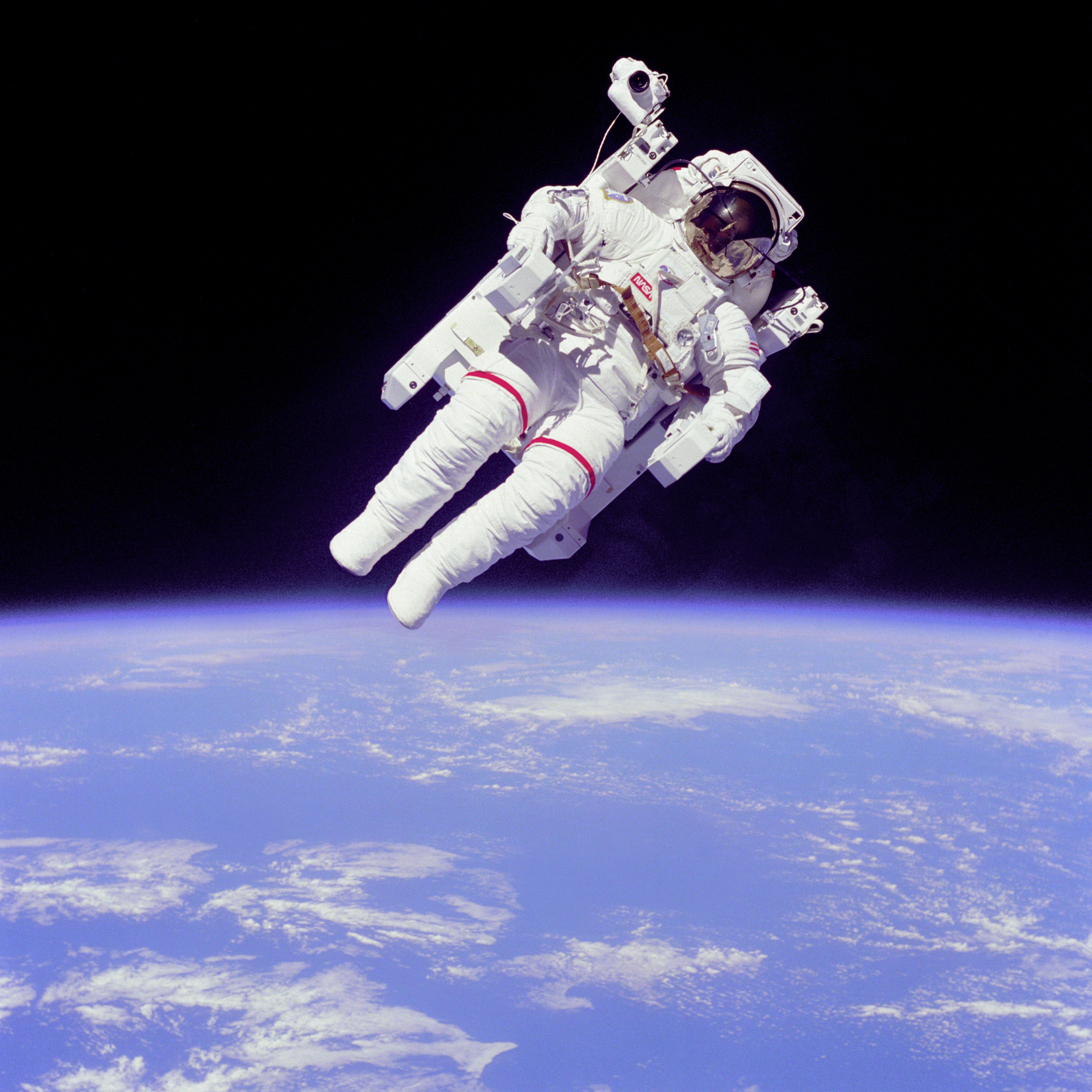
Bruce McCandless kipróbálja az MMU-t

### Űrséták
(zárójelben a dátum és az időtartam)
- EVA 1: McCandless és Stewart (1984. február 7., 5 óra 55 perc)
- EVA 2: McCandless és Stewart (1984. február 9., 6 óra 17 perc)

### Hasznos teher
1. Második alkalommal szállították a német gyártású mikrogravitációs laboratóriumot (SPAS–1). Működését elektromos probléma akadályozta.
2. Kísérleteket végeztek gázokkal, patkányokkal,
3. Monodisperse Latex Reactor (MLR) – részecske előállító reaktor,
4. Az Elektroforézis (CFES) programmal tovább kereskedelmi kísérletet végeztek,
5. Kutatási, kísérleti feladatok rögzítéséhez a Cinema–360 kamerát alkalmazták,
6. A Get Away Special (Utah Állami Egyetem) doboz a növényi kutatást segítette (csírázás, növekedés),
7. Újratelepítették a SPAS–01 műholdat.

### Műholdak
A raktérben rögzített műholdakat a beépített kanadai Canadarm (RMS) manipulátor kart 50 méter kinyúlási távolságba (műholdak indítás/elfogása, külső munkák [kutatás, szerelések], hővédőpajzs külső ellenőrzése) emelte. Az űrhajósok előkészítették, üzembe helyezték a műholdakat, majd a raktérből történő kiemeléssel február 3-án mintegy 8 órával az indulás után pályairányba helyezték. A műholdak rakétamotorja csak űrrepülőgép eltávolodásával (13-15 kilométer), 45 perccel később indította pályamagasságba az űreszköz. A Westar–6 és a Palapa–4 (Palapa–B2) műholdak PAM–D motorja nem tudta megfelelő pályára állítani a műholdakat. Az STS–51–A küldetése során a műholdakat visszanyerte, leszállította a Földre.

#### Westar–6
Távközlési műhold. Építette a Hughes Space and Communications Co. (Los Angeles). Üzemeltetője a Western Union Telegraph Co. A fő földi irányítás központja Glenwoodban (New Jersey) van.
1984. március 2-án a Challenger űrrepülőgép űrhajósai a Canadarm (RMS) manipulátor kar segítségével állították (üzembe helyezés, kiemelés) pályairányba. Az űrrepülőgép 13-14 kilométerrel eltávolodott, hogy az űreszköz saját hajtóművével PAM-D geoszinkron pályára állhasson. Súlya 1100 kilogramm. Spin- stabilizált műhold, típusa HS-376. Alakja hengeres, átmérője 2,16 méter, magassága 2,74 méter. Az űreszköz felületét napelemek borítják, éjszakai (földárnyék) energiaellátását (kémiai) akkumulátorok, 2 NiCd akkumulátorok biztosítják. Parabolaantennájának átmérője 1,8 méter. Pályakorrekciót négy hidrazin motor (egyenként 142 kilogramm). Élettartama elvileg végtelen (7 évre tervezik). 57 600 telefon összeköttetést és 24 TV-szolgáltatást biztosít az államokon belül. Előző űreszköz a Westar–5 (1982-058A).

#### IRT
Az Inflatable Rendezvous Target (IRT) léggömb műhold pályára állítása után 7 nappal megszűnt a működése. Az STS–41–C programja során, elfogás után elvégezték a javítást. Súlya 91 kilogramm.

#### Palapa–4
A távközlési műholdakat a Hughes Space and Communications Co. (HSC), Kalifornia építette. A PT . Telekomunikaci Indonézia Tbk. (Jakarta). Indonéziai állami tulajdonban lévő PT Telekom társaság az üzemeltető. Technikai adatai megegyeznek a Palapa–B–1 űreszközzel. Palapa–4 vagy Palapa–B2 gyűjtőnéven tartják nyilván. Spin- stabilizált műhold típusa HS- 376. Üzemeltetése 113 fokos hajlásszögű, várható élettartama 8 év. Pályairányba helyezést követően a PAM–D motor nem tudta megfelelő magasságú pályára állítani, ezért a STS–51–A visszanyerte és leszállította a Földre. Élettartama 286 nap volt. Előző műhold az Palapa–3 (1983 - 059C), követő műhold a Palapa–5 (1987 – 029A). 1990. április 30-án Palapa–B2R (1990-034A) néven ismét pályára állították.

### Hetedik nap
Leszállás előtti űrsétával gyakorlatot (elfogás-visszanyerés, raktérbe helyezés) hajtottak végre a Canadarm manipulátorral, hogy az STS–41–C programjában szereplő feladatokat gyakorolják.
1984. február 11-én űrrepülőgép első alkalommal szállt le a Kennedy Space Center Shuttle Landing Facility (KSC) induló bázisára. Összesen 7 napot, 23 órát, 15 percet és 55 másodpercet töltött a világűrben. 3 311 380 mérföldet (5 329 150 kilométert) repült, 128 alkalommal kerülte meg a Földet.

## Személyzet
(zárójelben a repülések száma az STS–41–B jelű küldetéssel együtt)
- Vance Brand (3), parancsnok
- Robert Gibson (1), pilóta
- Bruce McCandless (1), küldetésfelelős
- Ronald McNair (1), küldetésfelelős
- Robert Stewart (1), küldetésfelelős

### Visszatérő személyzet
- Vance Brand (3), parancsnok
- Robert Gibson (1), pilóta
- Bruce McCandless (1), küldetésfelelős
- Ronald McNair (1), küldetésfelelős
- Robert Stewart (1), küldetésfelelős